# タスマニアオオザリガニ
タスマニアオオザリガニ（学名：Astacoipsis gouldi）は、節足動物甲殻亜門軟甲綱エビ目ミナミザリガニ科に属するザリガニの一種。

## 分布
和名と英名で示すとおり、オーストラリアの南東に位置するタスマニア島の北西部の海岸よりの限られた冷温で清涼な水が流れる地域にのみ生息している。

## 特徴
本種は世界最大のザリガニであり、公式記録では体長76cm、体重4.5kgにも達したという。ザリガニのみならず、淡水産の甲殻類としては世界最大である。
全身は青黒く、ハサミも非常に大きく、ロブスターにも匹敵するほどである。平均体長は20-30cm。大きな個体では体長70cm以上、体重も4kgを超える。寿命は40年ほどとされ、節足動物全般の中でもかなり長寿の部類に入る。水温18℃以下の沈殿物のない低温水域に住む。
かつては本種も他のザリガニのように食料目的に捕獲されており、美味だと伝わるが、簡単に捕獲できることから乱獲された。1960年代にはまだ島内各地に多数生息していたものの、生息環境の悪化と乱獲のために生息数を減らし、現在は島内の一部地域にしか生息していない。絶滅寸前の状況である為、保護法により採集や捕獲は禁止されている。

## 種類
本種は3亜種に分かれ、本亜種A. g. gouldiの他に、A. g. tricorrnisとA. g. frankliniiの3種が生息している。